# Elezioni europee del 2009 in Francia
Le elezioni europee in Francia del 2009 si sono tenute il 6 giugno (Francia d'oltremare) ed il 7 giugno (Francia metropolitana). Esse hanno permesso di eleggere i 78 europarlamentari spettanti alla Francia per la VII legislatura (2009-2014) del Parlamento europeo. Tali elezioni hanno visto il primato della coalizione elettorale della Maggioranza presidenziale, seguita da Partito Socialista e Europe Écologie.

## Sistema elettorale
A differenza delle elezioni legislative e presidenziali, le elezioni per il Parlamento Europeo si svolgono col sistema elettorale proporzionale di lista secondo la regola della media più forte (metodo D'Hondt) senza voto disgiunto né voto di preferenza e con uno sbarramento al 5% dei suffragi espressi; i seggi sono attribuiti ai candidati secondo l'ordine di presentazione su ogni lista elettorale; il territorio francese è diviso in 8 grandi circoscrizioni elettorali.

## Risultati
| Liste  | Liste | Gruppo      | Voti                                    | %     | Seggi     |
| ------ | --- | ----------- | --------------------------------------- | ----- | --------- |
|        | Maggioranza presidenziale (MAJ) • Unione per un Movimento Popolare (UMP) - Partito Radicale (PR) • Nuovo Centro (NC) • La Sinistra Moderna (LGM)                              | - PPE       | 4.799.908                               | 27,88 | 29 24 3 2 |
|        | Partito Socialista (SOC) | S&D         | 2.838.160                               | 16,48 | 14        |
|        | Verdi (VEC) (Europa Ecologia) | Verdi/ALE   | 2.803.759                               | 16,28 | 14        |
|        | Centro - Movimento Democratico (CMD) | ALDE        | 1.455.841                               | 8,46  | 6         |
|        | Divers droite (DVD) • Lista Nihous e de Villiers con Libertas, CPNT e MPF • Debout la République • Alternativa Liberale • Centro Nazionale degli Indipendenti e dei Contadini | - EFD -     | 1.160.636 826.357 304.585 16.944 12.750 | 6,74  | 1 -       |
|        | Fronte Nazionale (FN) | NI          | 1.091.691                               | 6,34  | 3         |
|        | Estrema sinistra (EXG) • Nuovo Partito Anticapitalista • Lotta Operaia • Communistes                                                                                          | -           | 1.050.016 840.833 205.975 3.208         | 6,10  | -         |
|        | Partito Comunista Francese - Partito di Sinistra (COP) | GUE/NGL     | 1.041.911                               | 6,05  | 4         |
|        | Estrema destra (EXD) Partito della Francia - La maison de la vie et des libertés                                                                                              | -           | 87.053                                  | 0,51  | -         |
|        | Divers gauche (DVG) • Alleanza d'Oltremare • Europe - Décroissance • Partito Umanista                                                                                         | - GUE/NGL - | 79.968 73.110 5.859 999                 | 0,46  | 1 -       |
|        | Regionalisti (REG) • Partito Bretone • Euskal Herriaren Alde • Partito Nazionalista Basco                                                                                     | -           | 42.777 32.805 5.771 4.201               | 0,25  | -         |
|        | Altre liste (AUT) | -           | 766.894                                 | 4,45  | -         |
| Totale | Totale | Totale      | 17.218.614                              | 100   | 72        |

- Altre liste include: Alleanza Ecologista Indipendente (625.375), Parti Anti Sioniste (36.374), Europe - Démocratie - Espéranto (28.945), La Terre Sinon Rien (28.768), Résistances (14.521), 11 liste <10.000 voti (32.911).